# Captura del regulador
La captura del regulador es un tipo de corrupción política que ocurre cuando una agencia regulatoria, creada para defender el interés general, actúa en favor de ciertos intereses políticos o grupos de interés del sector sobre el cual está encargada de regular. Su extensión puede variar desde el tráfico de influencias y el uso de información privilegiada hasta la prevaricación.
En casos extremos el regulador se convierte en defensor de los intereses de la empresa dominante, creando barreras de entrada para las empresas competidoras, concediendo privilegios legales, monopolios, concesiones e influyendo en el proceso legislativo de forma favorable para su patrón. A menudo se evidencia una relación estrecha entre los altos cargos del organismo regulador y su empresa protegida, ya sea por vínculos familiares, antecedentes profesionales o personales. 